# آنزلم فویرباخ
آنزِلم فویرباخ (به آلمانی: Anselm Feuerbach) (زادهٔ ۱۲ سپتامبر ۱۸۲۹ در اشپیر، ایالت راینلند-فالتز – درگذشتهٔ ۴ ژانویهٔ ۱۸۸۰) نقاش کلاسیک آلمانی و یکی از پیشگامان جنبش نئوکلاسیک در مکتب سدهٔ نوزدهم نقاشی آلمان بود.

## زندگی‌نامه
آنزِلم فویرباخ در شهر کوچک اشپیر، ایالت راینلند-فالتز، آلمان زاده شد. پدرش، یوزف آنزلم فویرباخ، باستان‌شناس، و پدربزرگش، پاول یوهان آنزلم ریتر فن فویرباخ، حقوق‌دان و واژه‌شناس بود. خانه‌ای که آنزلم فویرباخ در آن زاده شد، اکنون به موزه‌ای کوچک تبدیل شده‌است.

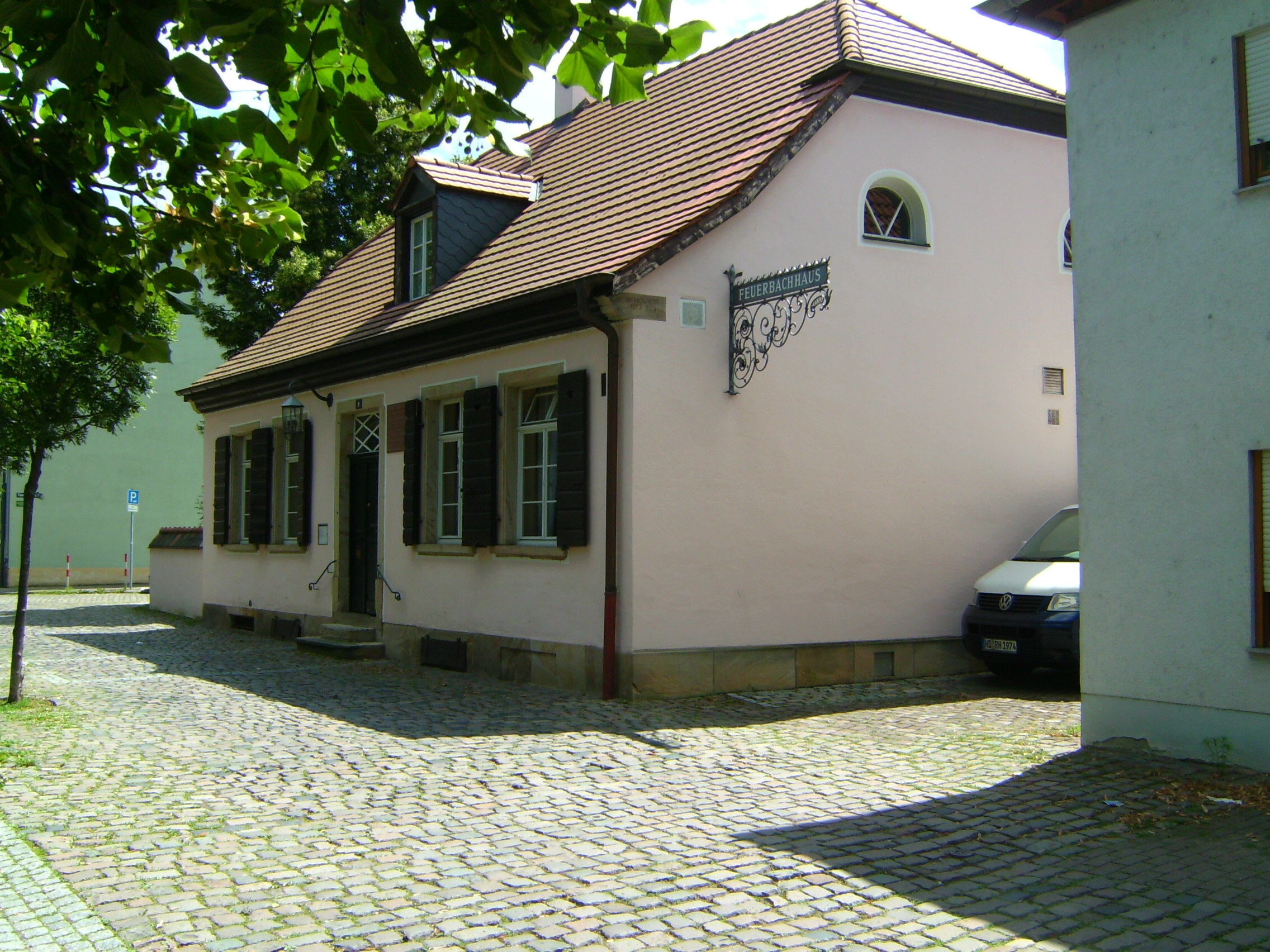
زادگاه آنزلم فویرباخ در اشپیر

## نگارخانه

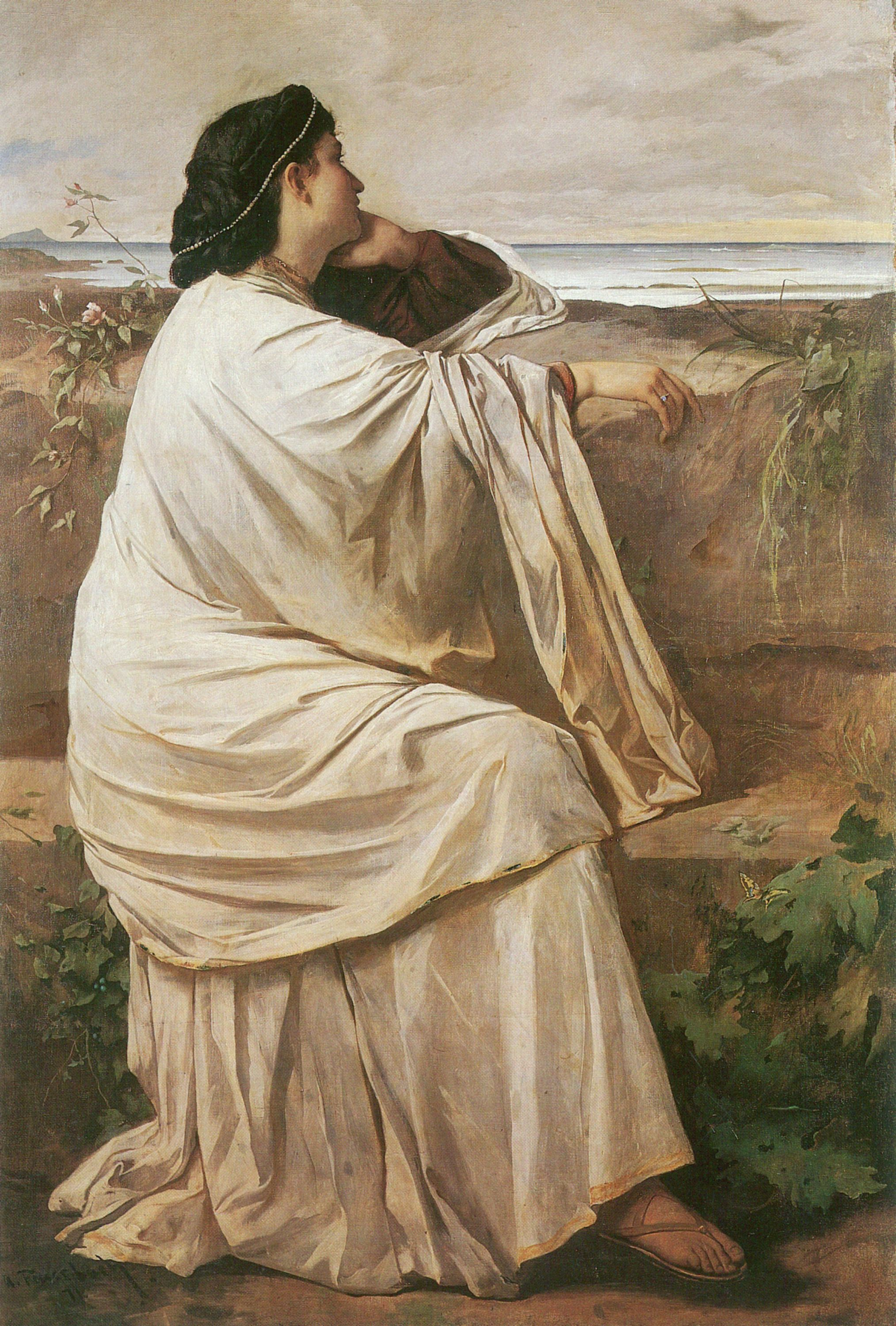
ایفیگنیا
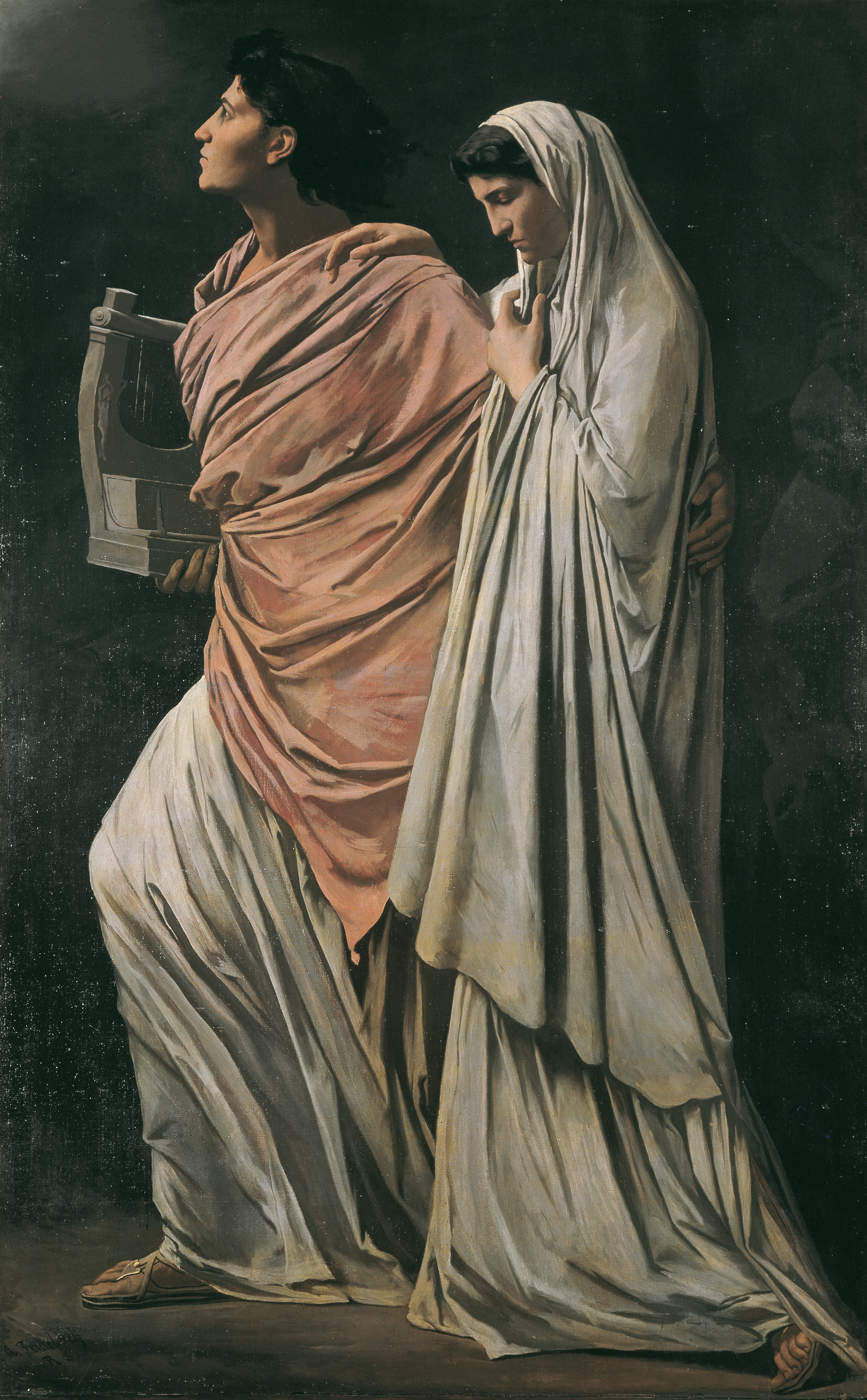
اورفئوس و ائورودیکه
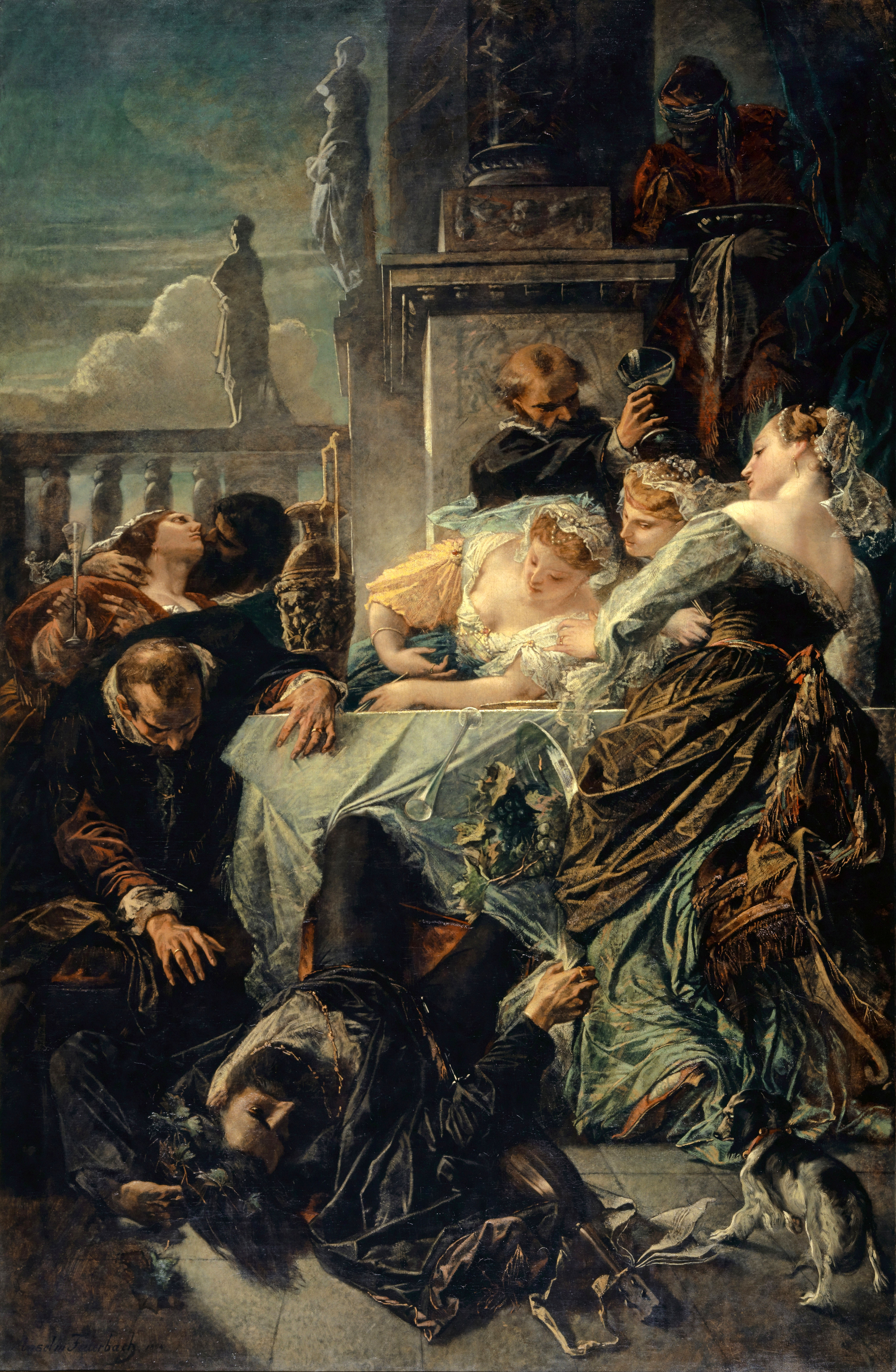
مرگ پیترو آرتینو
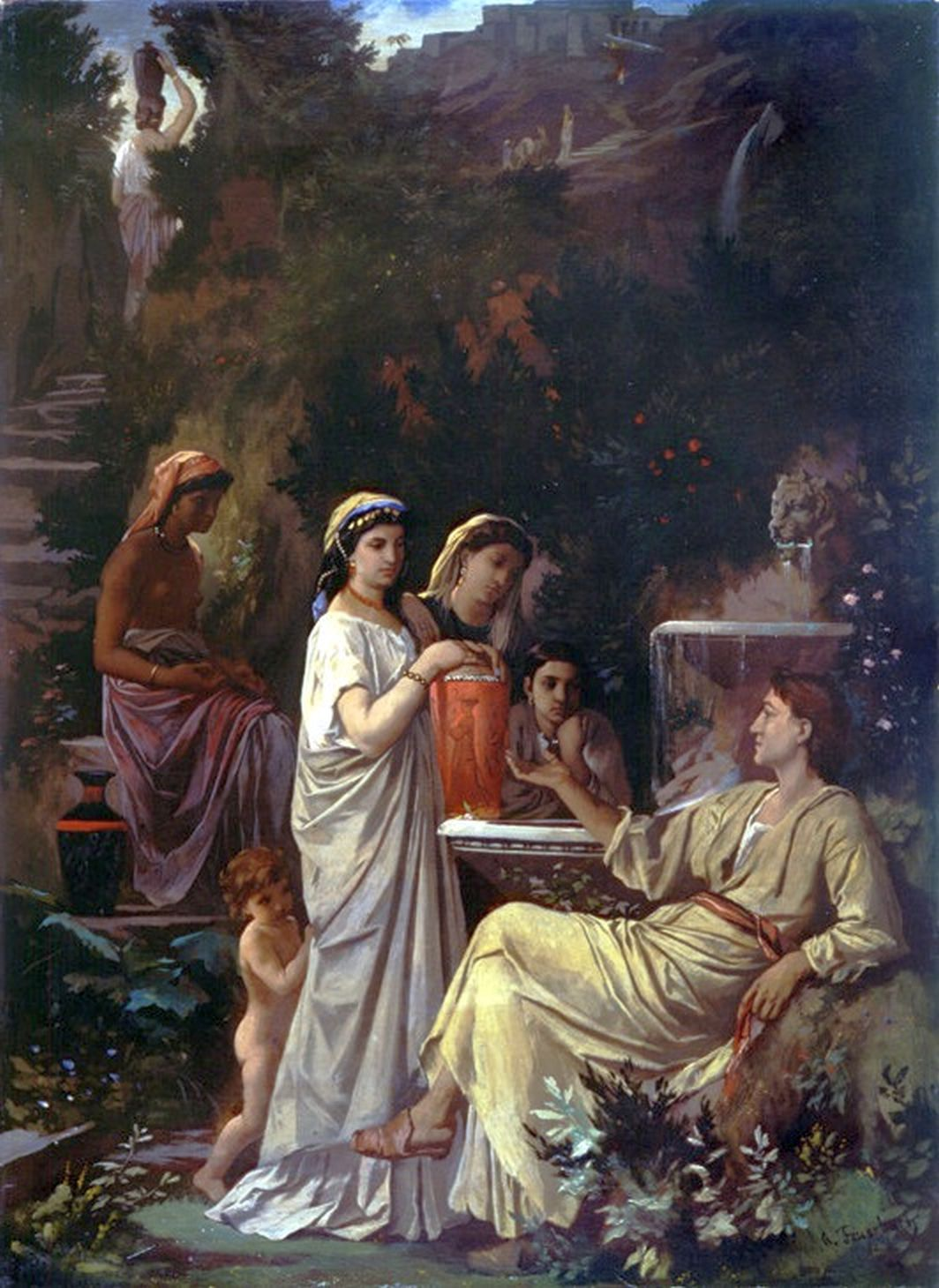
افسانه‌گو در چشمه (حافظ)
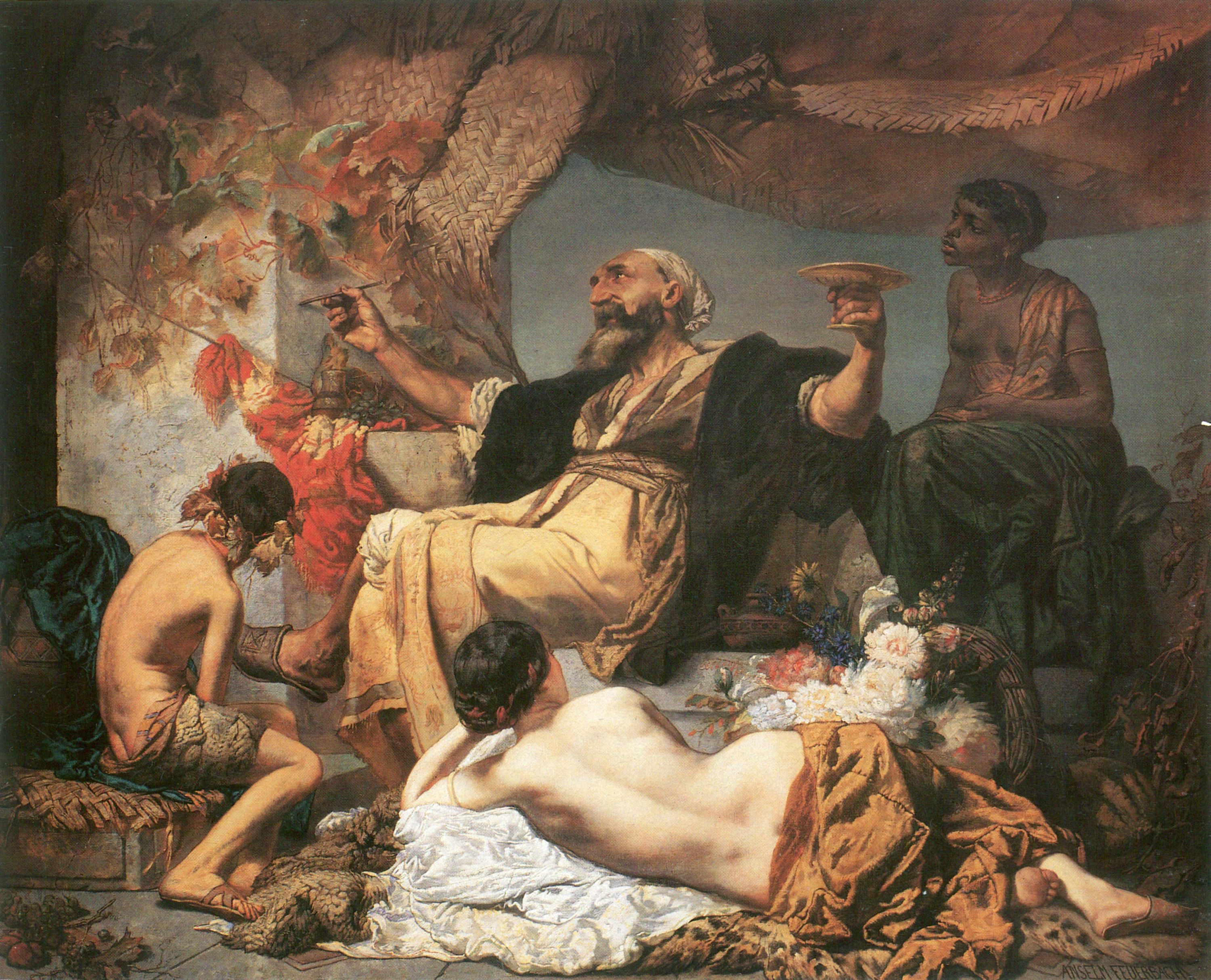
حافظ روبروی مسافرخانه
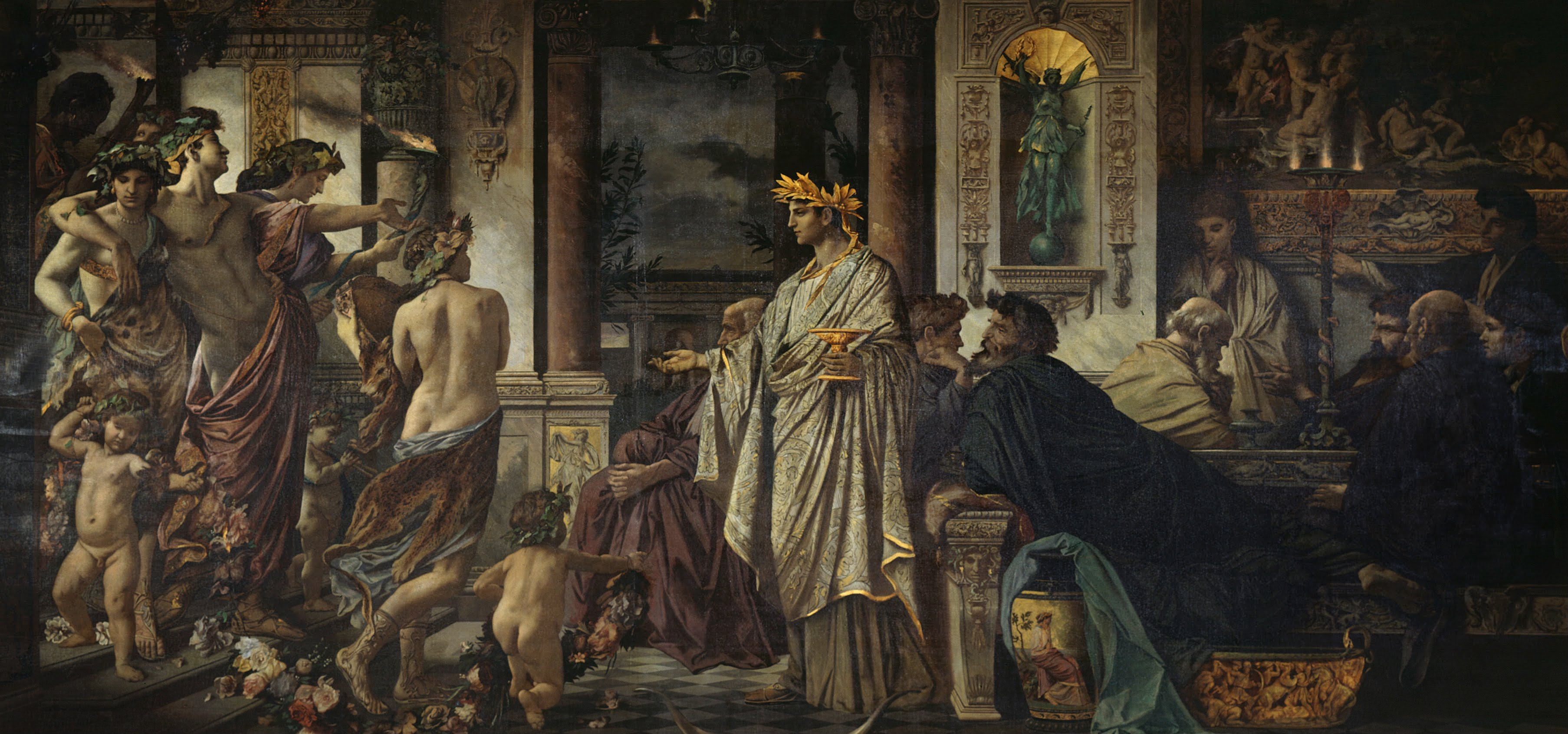
بزم